# 8726 Masamotonasu
A 8726 Masamotonasu (ideiglenes jelöléssel 1996 VP5) a Naprendszer kisbolygóövében található aszteroida. Kobajasi Takao fedezte fel 1996. november 14-én.